# Krzesomysł

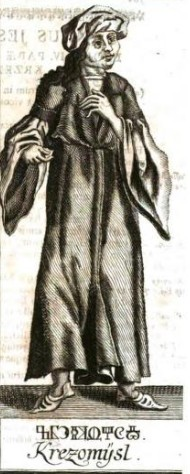
Krzesomysł

Krzesomysł (cz. Křesomysl) – legendarny książę czeski, przedstawiciel dynastii Przemyślidów.
Znany jedynie z Kroniki Kosmasa z Pragi. Jego ojcem był Unisław, a dziadem Wojen. Po jego śmierci rządy objął Neklan.
Kronika Dalimila powtórzyła bez żadnych zmian relację Kosmasa, zaś późniejsza historiografia (Piccolomini, Długosz) utożsamiła Krzesomysła z jego następcą Neklanem.